# Los fuegos de Pompeya
Los fuegos de Pompeya (The Fires of Pompeii) es el segundo episodio de la cuarta temporada moderna de la serie británica de ciencia ficción Doctor Who, emitido originalmente el 12 de abril de 2008. Supuso la primera aparición en la serie de Karen Gillan futura intérprete de Amy Pond, pero aquí con un papel secundario de pitonisa. También supuso la primera aparición en la serie de Peter Capaldi, futuro intérprete del Duodécimo Doctor, aquí interpretando a Caecilius.

## Argumento
El Décimo Doctor y Donna Noble llegan a lo que el Doctor cree la Roma del siglo I d. C. Tras un terremoto y ver una montaña cercana que echa humo, se da cuenta de que en realidad se han materializado en Pompeya un día antes de la erupción del Monte Vesubio. Cuando Donna y él regresan a donde aterrizaron la TARDIS, descubren que un mercador local se la ha vendido al escultor Lucius Caecilius Iucundus. El Doctor y Donna se dirigen a su casa para recuperarla. Sin que lo sepan, les ha estado siguiendo una pitonisa que habla a su Hermandad de las Sibilas de que el hombre profetizado en su caja azul ha llegado, y las Hermanas temen la predicción de que su llegada traiga fuego y muerte...

## Continuidad
Continuando con el arco argumental de la temporada de los planetas desaparecidos, los Pyroviles revelan que su planeta natal se ha perdido.
También se le profetiza al doctor que "ella está regresando", sin aclararle nada más. Esta frase se refiere al regreso de Rose que sucederá al final de la temporada.
El Doctor, por otro lado, le cuenta a Donna que él no tuvo "casi" nada que ver con el gran incendio de Roma. Esto es una referencia al serial del Primer Doctor The Romans.

## Producción

### Guion
El productor ejecutivo Russell T Davies originalmente planeaba incluir un episodio ambientado en Pompeya en la primera temporada de 2005 de Doctor Who, tras ver el documental Pompeya: El último día. La posición de aquel episodio se le dio a Explosión en la ciudad, y la idea se guardó en la recámara durante tres años.
El autor del episodio fue James Moran, que previamente había escrito la película Severance y el episodio de Torchwood La célula dormida; Moran recibió la oferta de este episodio a consecuencia de ese último trabajo. Moran tuvo dificultades escribiendo el episodio, y tuvo que reescribir la frase de apertura del Doctor más de veinte veces. También cambió a los Pyrovile durante la escritura: antes los llamó Pyrovillaxians y Pyrovellians.
Moran trabajó codo con codo con Davies por el corsé impuesto por el rodaje. Davies animó a Moran a insertar bromas lingüísticas similares a las de la serie de cómics Asterix, como Lucius Petrus Dextrus ("Lucius Brazo Derecho de Piedra"), TK Maxximus, y Spartacus; el uso de la frase "¡Yo soy Espartaco!" es una referencia a la película de 1960. Moran basó los personajes secundarios de Metella y Quintos en la familia Caecilius del Curso de Latín de Cambridge; el personaje de Evelina fue el único miembro de la familia que creó Moran. Al final del primer tomo del Curso de Latín de Cambridge, Caecilius y Metella morían en Pompeya el día de la erupción, pero Quintus sobrevivía. Este episodio crea un final alternativo para su historia, donde el Doctor rescata a todos y se mudan a Roma. La frase "Debes excusar a mi amiga, es de Barcelona" era una referencia a una frase icónica de disculpas de Fawlty Towers, que el equipo de producción atribuyó a Sybil Fawlty.
El episodio se basó con fuerza en la cuestión moral que Donna le impuso al Doctor: si avisar a la población de Pompeya, o salvarse ellos mismos de la situación. Moran también tuvo que enfrentarse a la intensidad y sensibilidad requeridas al escribir sobre la erupción. Tanto Davies como Moran apreciaron la interpretación de Catherine Tate y citaron la habilidad de Donna de humanizar al Doctor y ayudarle a soportar las "situaciones extremas" como la razón por la que el Doctor viaja con acompañantes.
El arco argumental de la temporada tuvo una pista con la invocación por parte del Doctor de la Proclamación de las Sombras, un código intergaláctico ya invocado anteriormente en varios episodios anteriores. y la referencia a la "Cascada Medusa", de la que Davies dijo en Doctor Who Magazine que "volvería para rondarnos" más tarde en la temporada. Moran también añadió otros enlaces de continuidad independientes del arco argumental: como una "cosa graciosa de continuidad", el guion incluyó una escena en la que el Doctor admitió parte de su responsabilidad por el Gran Incendio de Roma, como se vio al final del serial de 1965 The Romans; y la venta de la TARDIS como arte moderno es una referencia al serial de 1979 City of Death, en el que en una escena la TARDIS se tasó de una forma similar.

### Rodaje

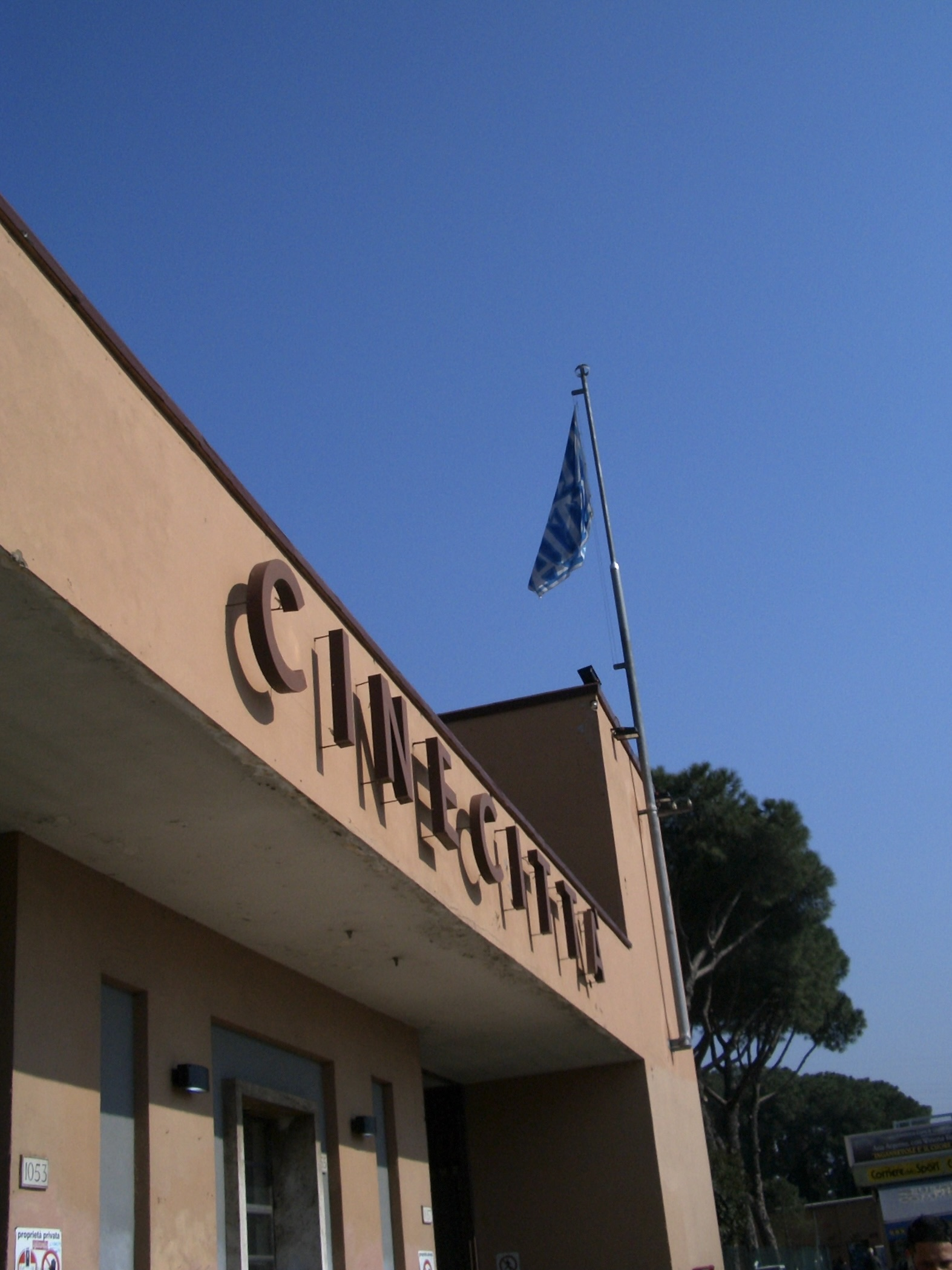
Los fuegos de Pompeya se rodó en los estudios Cinecittà en Roma.

El episodio se rodó en los estudios Cinecittà de Roma en septiembre de 2007. En el rodaje se reutilizaron algunos de los decorados de la serie Roma. Se sugirieron otros escenarios como Malta y Gales, pero la envergadura del proyecto, la mayor desde el regreso de la serie, hicieron que la producción se hiciera en Italia. Fue la primera vez en la historia de la serie que la mayor parte del episodio se rodó fuera del Reino Unido, y la primera vez que se rodó en el extranjero en absoluto desde 1996, cuando Doctor Who: La película se rodó en Vancouver. Cinecittà aceptó la petición de la BBC para promocionar los estudios, a pesar del bajo presupuesto del programa.
Las escenas en el Templo de las Sibilas se rodaron en el Temple of Peace, Cardiff.
Varias semanas antes del comienzo del rodaje, un incendio perturbó la producción. El viaje a Roma también causó problemas al equipo de producción: el camión con el equipamiento fue retenido varias horas en la frontera con Suiza; el equipo de efectos especiales fue retenido 24 horas en las aduanas en Calais. El equipo de producción solo tuvo 48 horas para rodar en exteriores. Las secuelas de la erupción se rodaron la misma noche que los exteriores. Para crear la ceniza cayendo, el equipo de efectos especiales usó una gran cantidad de corcho, con un "suministro constante de escombros lloviendo".

## Emisión y recepción
| Tate interpretó perfectamente la angustia de Donna mientras desesperadamente le pedía a la gente que no corrieran hacia la playa y la muerte segura. Para mí, esa corta escena fue el punto emocional más alto de una serie de escenas desgarradoras, cada una con Donna en su corazón. —Scott Matthewman, The Stage. |

Las mediciones nocturnas de audiencia estimaron que 8,1 millones de espectadores vieron el episodio, con picos de 8,5 millones. La medición definitiva fue de 9,04 millones. El episodio fue el segundo programa más visto del 12 de abril, solo superado por Britain's Got Talent con 9,44 millones, y fue el décimo programa más visto de la semana, con una puntuación de apreciación de 87.
El episodio recibió varias críticas de todo tipo. Ian Hyland, de News of the World, dijo que Tate "era casi soportable esta semana". También alabó la broma de "TK Maxximus". Tuvo una de cal y otra de arena para la reacción de Donna ante el Doctor abandonado a la familia de Caecilius para morir: criticó su interpretación, comparándola con su personaje de The Catherine Tate Show Joannie Taylor, pero dijo "de nuevo la mejor si fue intencional". Concluyó diciendo "esta semana fue cien veces mejor que ese pésimo episodio de apertura. Alienígenas más terroríficos, reparto más fuerte y una historia más del gusto adulto con hermandades y adivinos".
Scott Matthewman de The Stage dijo que la insistencia de Donna en cambiar el pasado "formaba la espina dorsal de este episodio, produciendo algunas interpretaciones verdaderamente desgarradoras". Le gustó la broma de la traducción de la TARDIS de las frases del Doctor y Donna en latín al céltico, diciendo que "se jugó sutilmente con ello a lo largo de todo el episodio (...) de una forma que reforzó la broma sin tirarla abajo". Su parte favorita fueron los intentos de Donna de evitar que la población de Pompeya fueran a la playa; la escena fue "el punto emocional más alto de una serie de escenas desgarradoras". Sin embargo, criticó el guion de Moran, especialmente el diálogo de Quintus y Metella, diciendo que esta última "permaneció bastante bidimensional todo el tiempo". Alan Stanley Blair de SyFy Portal también dio una crítica positiva. Apreció mucho a Tate, diciendo "ha evolucionado aún más desde el personaje de la "fugitiva" que inicialmente se unió al programa". La frase "TK Maxximus" el uso del Doctor de una pistola de agua para retener al Pyrovile recibieron alabanzas, así como los efectos especiales para animar al Pyrovile. Sin embargo, no le gustó el lenguaje de coloquialismos cockney que se usaron en el episodio".
Ben Rawson-Jones de Digital Spy le dio al episodio 3 estrellas sobre 5. Su cabecera dijo "Fantásticos efectos y un dilema moral bien desarrollado refuerzan Los fuegos de Pompeya, aunque el episodio no logra entrar en erupción". Rawson-Jones pensó que el guion de Moran le pareció "demasiado largo para enganchar activamente al espectador y aprovechar la premisa irresistible de que los viajeros en el tiempo llegando a la ciudad condenada poco antes del 'día del volcán'", y que "las subtramas son insatisfactioramente condusas durante la mayor parte de la narración". También se quejó de la caracterización de los actores de reparto, diciendo que "Peter Capaldi y Phil Davis se merecían algo mejor". Sin embargo, dijo que el dilema moral al que se enfrentó el Doctor fue "irresistible" y el uso del Doctor de la pistola de agua "añadió un agradable sentido del humor para servir de balance con el hedor de la muerte, y nos remonta agradablemente a la etapa de Tom Baker en la serie". En conjunto, apreció la premisa del episodio, pero pensó que "mereció un guion mejor".